# Felipe Francisco de Leyen

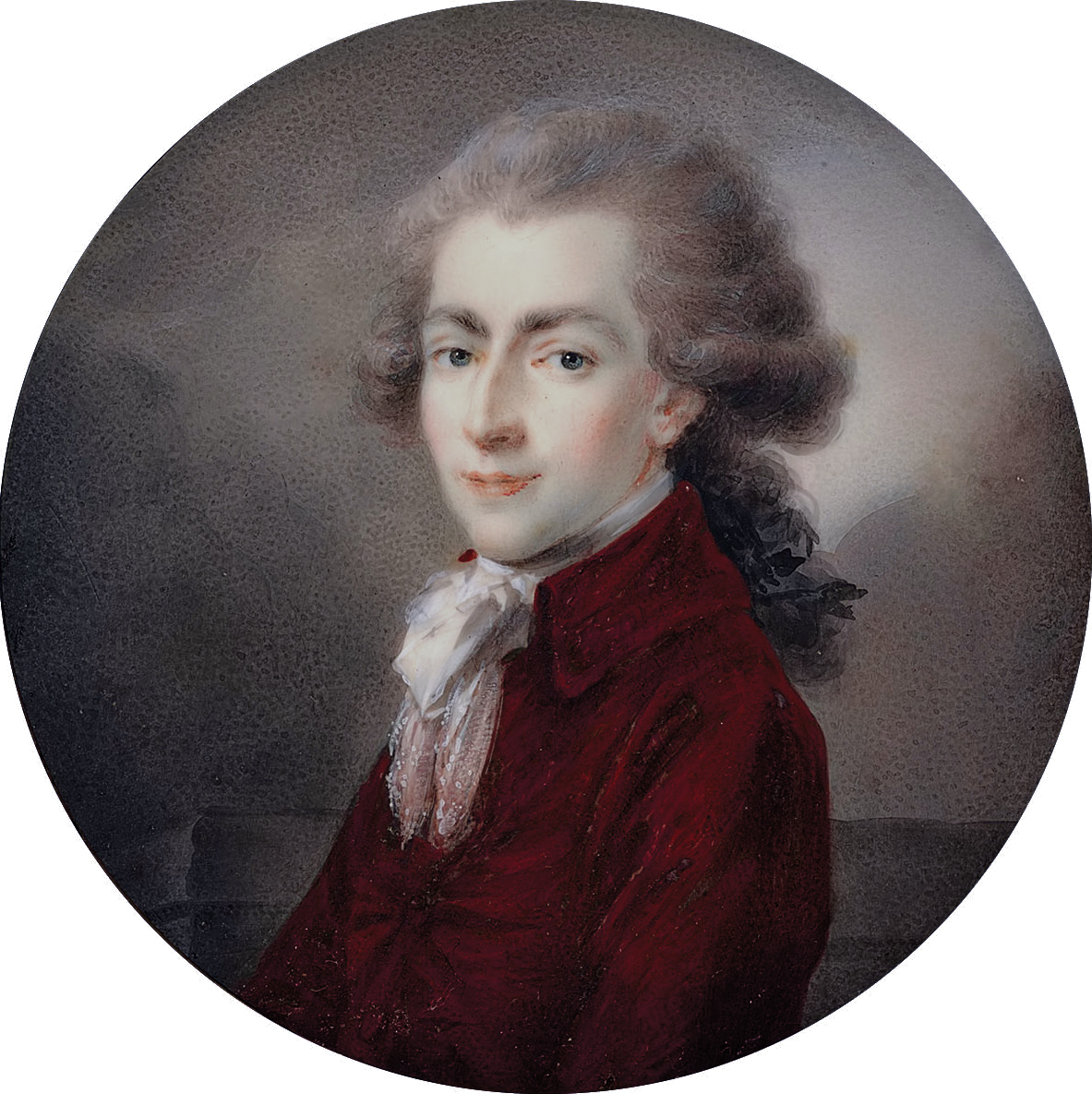
Philipp von der Leyen und zu Hohengeroldseck (por Heinrich Friedrich Füger)

Felipe Francisco Guillermo Ignacio Pedro, príncipe de Leyen y Hohengeroldseck (en alemán Philipp Franz Wilhelm Ignaz Peter, Fürst von der Leyen und zu Hohengeroldseck; 1 de agosto de 1766 - 23 de noviembre de 1829) fue un noble alemán que brevemente gobernó el Principado de Leyen.

## Vida
Nacido en Coblenza, era el hijo de Francisco Jorge Carlos Antonio de Leyen y Hohengeroldseck  y de María Ana Sofía, baronesa de Dalberg. El hermano de su madre era Karl Theodor Anton Maria von Dalberg, que después se convertiría en Príncipe-Primado de la Confederación del Rin. El 26 de septiembre de 1775 Felipe Francisco sucedió a su padre como conde de Hohengeroldseck.
Con la fundación de la Confederación del Rin el 12 de julio de 1806, el condado de Hohengeroldseck fue elevado a principado, y Felipe Francisco se convirtió en príncipe de Leyen y Hohengeroldseck (en alemán Fürst von der Leyen und zu Hohengeroldseck). La Confederación fue disuelta en 1813 y desde el 30 de mayo de 1814 el Principado de Leyen quedó bajo administración aliada. Por el Congreso de Viena fue otorgado a Austria, pero fue vendido al Gran Ducado de Baden en 1819. Felipe Francisco conservó el título de Fürst (príncipe), pero ahora sin principado. Murió a la edad de 63 años en Colonia.

## Matrimonio e hijos
El 15 de mayo de 1788 en Pommersfelden, Felipe Francisco se casó con Sofía Teresa Walpurgis (Maguncia, 15 de agosto de 1772 - París, 4 de julio de 1810), hija del conde Hugo Damián de Schönborn-Buchheim. Tuvieron dos hijos:
- María Amalia Teodora Antonia Carlota Federica Sofía Walpurgis (Blieskastel, 2 de septiembre de 1789 - Sulz, 21 de julio de 1870), casada en París el 10 de agosto de 1810 con el conde Luis Tascher de La Pagerie, un primo hermano de la emperatriz francesa Josefina. Su hijo Carlos después se convirtió en Duque de Tascher de La Pagerie.
- Carlos Eugenio Damián Erwein (Wiesentheid, 3 de abril de 1798 - Waal, 17 de mayo de 1879), quien sucedió a su padre como príncipe de Leyen y Hohengeroldseck. Se casó con su prima hermana doblemente Sofía Teresa de Schönborn-Buchheim.

| Predecesor: Título creado    | Príncipe de Leyen 1806-1814        | Sucesor: Anexión a Austria                 |
| Predecesor: Francisco Carlos | Conde de Hohengeroldseck 1775-1806 | Sucesor: Se convierte en príncipe de Leyen |

- Datos: Q765214
- Multimedia: Philipp von der Leyen / Q765214